# Tzannīs Tzannetakīs
Tzannīs Tzannetakīs (IPA: [d͡zaˈnis d͡zaneˈtacis] (in greco: Τζαννής Τζαννετάκης; Gizio, 13 settembre 1927 – Atene, 1º aprile 2010) è stato un politico greco, Primo ministro della Repubblica Ellenica dal 2 luglio 1989 al 12 ottobre 1989.

## Biografia
Sposato con Maria Rangousi, è stato ufficiale della marina militare e come tale gli fu affidato il comando di varie unità navali soprattutto sommergibili. Abbandonò il corpo il 22 aprile 1967  per protesta contro la giunta militare che aveva preso il potere un giorno prima.
Dopo la fine della dittatura entrò nei ranghi del partito Nuova Democrazia e fu eletto deputato nel 1977. Fu ministro per le opere pubbliche nel 1981 durante l'ultimo governo di Nuova Democrazia.
Il 2 luglio 1989 accettò l'incarico di primo ministro e formò un governo sostenuto da comunisti e conservatori. Nel successivo governo di Costantino Mitsotakis fu viceprimoministro per poi passare al ministero dei beni culturali.
Ha scritto vari libri con tema centrale la filosofia indiana ed ha tradotto in greco un'antologia di brani tratti dall'Upaniṣad.
È deceduto nel 2010 all'età di 82 anni.